# Berberidopsis corallina
Berberidopsis corallina, conocida como michay rojo o voqui pilfuco es una planta trepadora siempreverde endémica de Chile, sus flores son rojas y colgantes, la floración se produce en verano-otoño (diciembre-abril en el Hemisferio Sur). Es una especie en peligro de extinción.

## Distribución
Se la puede encontrar sólo en la Cordillera de la Costa, entre la provincia de Cauquenes y la provincia de Llanquihue, desde el nivel del mar hasta los 700 m s. n. m.

## Conservación
Es una especie en peligro de extinción de la flora de Chile debido a que su hábitat original se ha visto muy reducido por la gran destrucción que ha sufrido el bosque nativo costero de esa zona, las principales causas de su retroceso son el reemplazo del bosque original por plantaciones comerciales de pino insigne y eucalipto, además de la ganadería.
No es el reemplazo por plantaciones forestales  Es por la destrucción del bosque nativo para habilitar tierra para hacer agricultura en los siglos 19 y primera mitad del siglo 20  Las plantaciones se instalaron luego de una profunda erosión a causa de esa practica destructiva de nuestros antepasados 

## Usos
Por su belleza es una excelente planta ornamental. 
También en algunas localidades es utilizada en cestería por la resistencia y flexibilidad de sus tallos.

## Taxonomía
Berberidopsis corallina fue descrita por Joseph Dalton Hooker y publicado en Botanical Magazine 88: , t. 5363. 1862.